# خورخي سانتانا
خورخي سانتانا (بالإنجليزية: Jorge Santana)‏ هو عازف قيثارة أمريكي مكسيكي، ولد في 13 يونيو 1951.

## وصلات خارجية
- خورخي سانتانا على موقع ميوزك برينز (الإنجليزية)
- خورخي سانتانا على موقع ديسكوغز (الإنجليزية)